# 腾冲杭子梢
腾冲杭子梢（学名：Campylotropis howellii）为豆科杭子梢属下的一个种。

## 扩展阅读
- 維基物種上的相關：腾冲杭子梢